# バンカ・ブリトゥン州
バンカ・ブリトゥン州 (バンカ・ブリトゥンしゅう、インドネシア語: Bangka Belitung) は、インドネシアの州。州都はパンカルピナン。バンカ島とブリトゥン島からなる。2000年に南スマトラ州から分離した。また行政的には、それぞれの島の頭を取り「バベル」とも呼ばれる。

## 住民
住民はマレー人が多数派で、4分の1程は華人客家を主とする中国系住民が占める。

## 行政区分
バンカ・ブリトゥン州は6の県と1つの市部に分けられている。

### 県
- バンカ県 - スンガイリアト (Sungailiat)
- 西バンカ県 - ムントク (Muntok)
- 南バンカ県 - トボアリ (Toboali)
- 中部バンカ県 - コバ (Koba)
- ブリトゥン県 - タンジュンパン (Tanjungpandan)
- 東ブリトゥン県 - マンガル (Manggar)

### 市
- パンカルピナン市（州都）

## 姉妹島
- オーランド諸島(フィンランド・自治領)
- フロリダキーズ(アメリカ合衆国・フロリダ州)